# 公珠错
公珠错（藏語：གུང་རྒྱུད་མཚོ，威利转写：gung rgyud mtsho，THL：Gunggyü Tso）位于中国西藏自治区阿里地区普兰县境内，地处普兰县东部，喜马拉雅山和冈底斯山之间的断陷盆地内。湖面海拔4786米，面积66.2平方公里。湖区年均气温0～2℃，年均降水量200～300毫米。湖水主要靠地表径流补给。219国道经过湖北岸。
2021年7月18日，中国第二次青藏高原综合科学考察研究（二次青藏科考）“人类活动历史及其影响”科考分队在公珠错开展科考工作。